# Raimo Helminen
Raimo Helminen (n. 11 martie 1964, Tampere, Finlanda) este un jucător de hochei pe gheață ce a reprezentat Finlanda, medaliat olimpic. A participat la 6 ediții ale Jocurilor Olimpice (1984, 1988, 1992, 1994, 1998, 2002) în care a câștigat două medalii de bronz.